# 貝珊
貝珊法官，SBS（The Hon Madam Justice Clare-Marie Beeson）（1948年—），於紐西蘭出生，是香港特別行政區高等法院原訟法庭法官，曾處理多宗案件，例如深水埗報販霞姐被殺案。貝珊於2013年獲頒授銀紫荊星章，並於同年9月退休。

## 年表
- 香港律政署檢察官（1980年）
- 香港裁判官（1984年）
- 香港首席裁判官（1990年）
- 香港地方法院法官（1991年）
- 香港首席區域法院法官（1997年）
- 香港高等法院原訟法庭法官（1997年）